# LDE – Edward Bury bis Pfeil
Die EDWARD BURY bis PFEIL waren zweifachgekuppelte Schlepptenderlokomotiven der Leipzig-Dresdner Eisenbahn (LDE).

## Geschichte
Die vier Lokomotiven wurden 1838 von Bury, Liverpool/England an die LDE geliefert. Sie erhielten die Namen EDWARD BURY, DRACHE, ADLER und PFEIL.
Die Lokomotiven wurden zwischen 1847 und 1854 ausgemustert.

## Technische Merkmale
Der Kessel war aus mehreren Schüssen genietet. Der Stehkessel war mit einer halbrunden, weit über den Langkessel hinausragenden Kuppel ausgestattet, die als Dampfsammelraum diente. Die beiden Federwaag-Sicherheitsventile befanden sich auf dem Stehkessel. Zur Kesselspeisung diente zwei Kolbenpumpen, die über Exzenter von einer Achse angetrieben wurden.
Die Dampfzylinder waren entsprechend englischen Bauprinzipien innen unterhalb der Achsebene angeordnet, was eine teure und schwierig herzustellende Kropfachse nötig machte. Angetrieben wurde die zweite Kuppelachse. Die Dampfmaschine war wahrscheinlich mit einer einfachen Stephensonsteuerung ohne Dampfdehnungsstufe ausgestattet, welche keinerlei Füllungsregelung zuließ.
Eine eigene Bremsausrüstung besaßen die Lokomotiven nicht. Die Abbremsung erfolgte nur über die handbetätigte Spindelbremse des Tenders.